# 岩手県立釜石病院
岩手県立釜石病院（いわてけんりつかまいしびょういん）は、岩手県釜石市に所在する都道府県立病院である。岩手県災害拠点病院に指定されている。2007年（平成19年）4月1日に釜石市民病院と統合合併した。

## 診療科
- 内科
- 消化器科
- 循環器科
- 小児科
- 神経内科
- 外科
- 整形外科
- 形成外科
- 脳神経外科
- 心臓血管外科
- 産婦人科
- 眼科
- 耳鼻咽喉科
- 泌尿器科
- リハビリテーション科
- 放射線科
- 麻酔科

## 医療機関の指定・認定
（本節の出典）
- 保険医療機関
- 労災保険指定病院
- 更生医療指定医療機関
- 育成医療指定医療機関
- 精神通院医療指定医療機関
- 身体障害者福祉法指定医の配置されている医療機関
- 生活保護法指定医療機関
- 戦傷病者特別援護法指定医療機関
- 原子爆弾被害者一般疾病医療取扱医療機関
- 災害拠点病院（地域[2]）
- 臨床研修指定病院（基幹型[3]）
- がん診療連携拠点病院（国指定[4]）
- 特定疾患治療研究事業委託医療機関
- DPC対象病院
- 指定小児慢性特定疾病医療機関
- 救急告示病院（二次救急）[5]
- 日本医療機能評価機構認定病院[6]

このほか、各種法令による指定・認定病院であるとともに、各学会の認定施設でもある。

## 出来事
2011年に発生した東日本大震災の際、病棟の一部が耐震構造になっていなかったため入院病棟が倒壊する恐れが生じ、26床を残して病棟を閉鎖した。救急搬送患者を数多く受け入れた一方、約150人の入院患者を盛岡市の岩手県立中央病院などに転院させた。人工透析は休日返上で行われた。

## 交通アクセス
- JR釜石線 松倉駅より徒歩で約20分[1]。
- 岩手県交通バス「県立釜石病院」停留所下車、徒歩で約1分[1]。